# Geordie Shore (13.ª temporada)
A décima terceira temporada de Geordie Shore, um programa de televisão britânico com sede em Newcastle upon Tyne, foi confirmada em 23 de maio de 2015, quando foi confirmado que a MTV havia renovado o programa para mais três temporadas levando-a até a décima terceira, e começou em 25 de outubro de 2016. A série foi filmada entre junho e julho de 2016 e concluiu-se em 20 de dezembro de 2016. Esta foi a primeira temporada que não teve a participação de Charlotte Crosby desde que ela se retirou durante a temporada anterior. Ele também apresenta o retorno dos ex-membros do elenco Sophie Kasaei e Kyle Christie que anteriormente fez um breve retorno durantea temporada de aniversário A Batalha e é o último a apresentar Chantelle Connelly depois que foi revelado que ela deixou o show no meio da temporada. Esta temporada foi filmada em várias ilhas, incluindo Ayia Napa, Corfu, Kavos, Ibiza e Magaluf. Também foi anunciado mais tarde que esta seria a última temporada de Holly Hagan depois que ela saiu no final da temporada, junto com Kyle Christie.

## Elenco
- Aaron Chalmers
- Chantelle Connelly
- Chloe Ferry
- Gaz Beadle
- Holly Hagan
- Kyle Christie
- Marnie Simpson
- Marty McKenna
- Nathan Henry
- Scott Timlin
- Sophie Kasaei

### Duração do elenco
| Membros   | 13.ª temporada | 13.ª temporada | 13.ª temporada | 13.ª temporada | 13.ª temporada | 13.ª temporada | 13.ª temporada | 13.ª temporada | 13.ª temporada | 13.ª temporada |
| Membros   | 1              | 2              | 3              | 4              | 5              | 6              | 7              | 8              | 9              | 10             |
| Aaron     |                |                |                |                |                |                |                |                |                |                |
| Chantelle |                |                |                |                |                |                |                |                |                |                |
| Chloe     |                |                |                |                |                |                |                |                |                |                |
| Gaz       |                |                |                |                |                |                |                |                |                |                |
| Holly     |                |                |                |                |                |                |                |                |                |                |
| Kyle      |                |                |                |                |                |                |                |                |                |                |
| Marnie    |                |                |                |                |                |                |                |                |                |                |
| Marty     |                |                |                |                |                |                |                |                |                |                |
| Nathan    |                |                |                |                |                |                |                |                |                |                |
| Scott     |                |                |                |                |                |                |                |                |                |                |
| Sophie    |                |                |                |                |                |                |                |                |                |                |
| --------- | -------------- | -------------- | -------------- | -------------- | -------------- | -------------- | -------------- | -------------- | -------------- | -------------- |

     = "Membro" é destaque neste episódio.
     = "Membro" chega na casa.
     = "Membro" sai voluntariamente da casa.
     = "Membro" sai e retorna para a casa no mesmo episódio.
     = "Membro" é removido da casa.
     = "Membro" volta para a casa.
     = "Membro" aparece neste episódio, mas está fora da casa.
     = "Membro" deixa a série.
     = "Membro" retorna para a série.
     = "Membro" não aparece neste episódio.
     = "Membro" não é oficialmente um membro do elenco neste episódio.

## Episódios
| No. na série | No. na temporada | Título      | Transmissão original   | Duração    | Visualizações no UK |
| ------------ | ---------------- | ----------- | ---------------------- | ---------- | ------------------- |
| 103          | 1                | Episódio 1  | 25 de novembro de 2016 | 60 minutos | 966,000             |
| 104          | 2                | Episódio 2  | 2 de novembro de 2016  | 60 minutos | 991,000             |
| 105          | 3                | Episódio 3  | 8 de novembro de 2016  | 60 minutos | 1,046,000           |
| 106          | 4                | Episódio 4  | 15 de novembro de 2016 | 60 minutos | 879,000             |
| 107          | 5                | Episódio 5  | 22 de novembro de 2016 | 60 minutos | 979,000             |
| 108          | 6                | Episódio 6  | 29 de novembro de 2016 | 60 minutos | 979,000             |
| 109          | 7                | Episódio 7  | 6 de dezembro de 2016  | 60 minutos | 997,000             |
| 110          | 8                | Episódio 8  | 13 de dezembro de 2016 | 60 minutos | 989,000             |
| 111          | 9                | Episódio 9  | 20 de dezembro de 2016 | 60 minutos | 889,000             |
| 112          | 10               | Episódio 10 | 20 de dezembro de 2016 | 60 minutos | 805,000             |

## Classificação
| Episódio    | Data                   | Classificação oficial da MTV | Ranking semanal da MTV | Classificação oficial da MTV+1 | Total de telespectadores da MTV |
| ----------- | ---------------------- | ---------------------------- | ---------------------- | ------------------------------ | ------------------------------- |
| Episódio 1  | 25 de outubro de 2016  | 941,000                      | 1                      | 25,000                         | 966,000                         |
| Episódio 2  | 1 de novembro de 2016  | 971,000                      | 1                      | 20,000                         | 991,000                         |
| Episódio 3  | 8 de novembro de 2016  | 1,020,000                    | 1                      | 26,000                         | 1,046,000                       |
| Episódio 4  | 15 de novembro de 2016 | 858,000                      | 1                      | 21,000                         | 879,000                         |
| Episódio 5  | 22 de novembro de 2016 | 920,000                      | 1                      | 59,000                         | 979,000                         |
| Episódio 6  | 29 de novembro de 2016 | 926,000                      | 1                      | 53,000                         | 979,000                         |
| Episódio 7  | 6 de dezembro de 2016  | 965,000                      | 1                      | 32,000                         | 997,000                         |
| Episódio 8  | 13 de dezembro de 2016 | 969,000                      | 1                      | 20,000                         | 989,000                         |
| Episódio 9  | 20 de dezembro de 2016 | 866,000                      | 1                      | 23,000                         | 889,000                         |
| Episódio 10 | 20 de dezembro de 2016 | 765,000                      | 1                      | 40,000                         | 805,000                         |